# Ljudmila Andonova
Ljudmila Andonova (bulgariska: Людмила Андонова), född 6 maj 1960 som Ljudmila Zjetjeva, är en bulgarisk höjdhoppare. Hon har med 2,07 m det näst bästa höjdresultatet i världen, efter världsrekordhållaren Stefka Kostadinova  och hennes 2,09 m. Höjden 2,07 m tog Andonova den 20 juli 1984.
Andonovas personbästa inomhus är såpass lågt som 1,95 m. Efter 1984 nådde hon aldrig över 2,02 m igen.
Andonova var medaljfavorit vid OS 1984, men Bulgarien valde att bojkotta dessa spel. Därmed tog hon ingen medalj vid något större mästerskap under hela sin karriär.